# Izolacja behawioralna
Izolacja behawioralna, izolacja płciowa, izolacja etologiczna – bariera rozrodcza zapobiegająca kojarzeniom przez różnice w sygnałach godowych.
Osobniki danego gatunku zazwyczaj mniej lub bardziej swobodnie krzyżują się ze sobą, tworząc wspólną pulę genową. Jednakże w przypadku różnych, nawet blisko spokrewnionych ze sobą gatunków przepływ genów podlega ograniczeniom, zwanym barierami rozrodczymi czy też mechanizmami izolacji. Dzięki nim pule genowe różnych od siebie gatunków zachowują odrębność. Wystąpienie większych lub mniejszych barier rozrodczych jest kluczowe w powstawaniu nowych gatunków.
Bariery rozrodcze podzielić można na:
- bariery zapobiegające kojarzeniu
  - izolacja ekologiczna (izolacja czasowa i izolacja siedliskowa)
  - izolacja behawioralna
  - izolacja przez zwierzęta zapylające
- bariery prezygotyczne (zapobiegające powstaniu zygoty) występujące po kojarzeniu
  - bariera mechaniczna
  - różnice zachowań kopulacyjnych
  - izolacja gametyczna
- bariery postzygotyczne (powstają zygoty mieszańcowe, ale o obniżonym dostosowaniu)
  - zewnętrzne (stabilność ekologiczna, sterylność behawioralna)
  - wewnętrzne (zmniejszona żywotność mieszańców, sterylność mieszańców)[3].

Pierwsza grupa wymienionych barier, bariery zapobiegające kojarzeniu, obejmuje czynniki przeciwdziałające przekazywaniu gamet pomiędzy osobnikami różnych gatunków. O ile izolacja polega na zróżnicowaniu czasu bądź miejsca rozrodu, izolacja behawioralna polega na tym, że nawet rozmnażające się w tym samym czasie i miejscu osobniki różnych gatunków nie kopulują ze sobą. Ten rodzaj bariery rozrodczej typowy jest dla zwierząt. Jego odpowiednikiem występującym u roślin jest izolacja przez zwierzęta zapylające.
Spotykanie się osobników różnych, choć blisko spokrewnionych gatunków nie oznacza jeszcze, że musi dochodzić pomiędzy nimi do rozrodu. Otóż wykształcić się może specyficzny system rozpoznawania partnera do rozrodu.
System taki tworzy się, kiedy osobniki jednej z płci, zazwyczaj samice, nie kopulują, jeśli nie otrzymają specyficznego sygnału od samca.

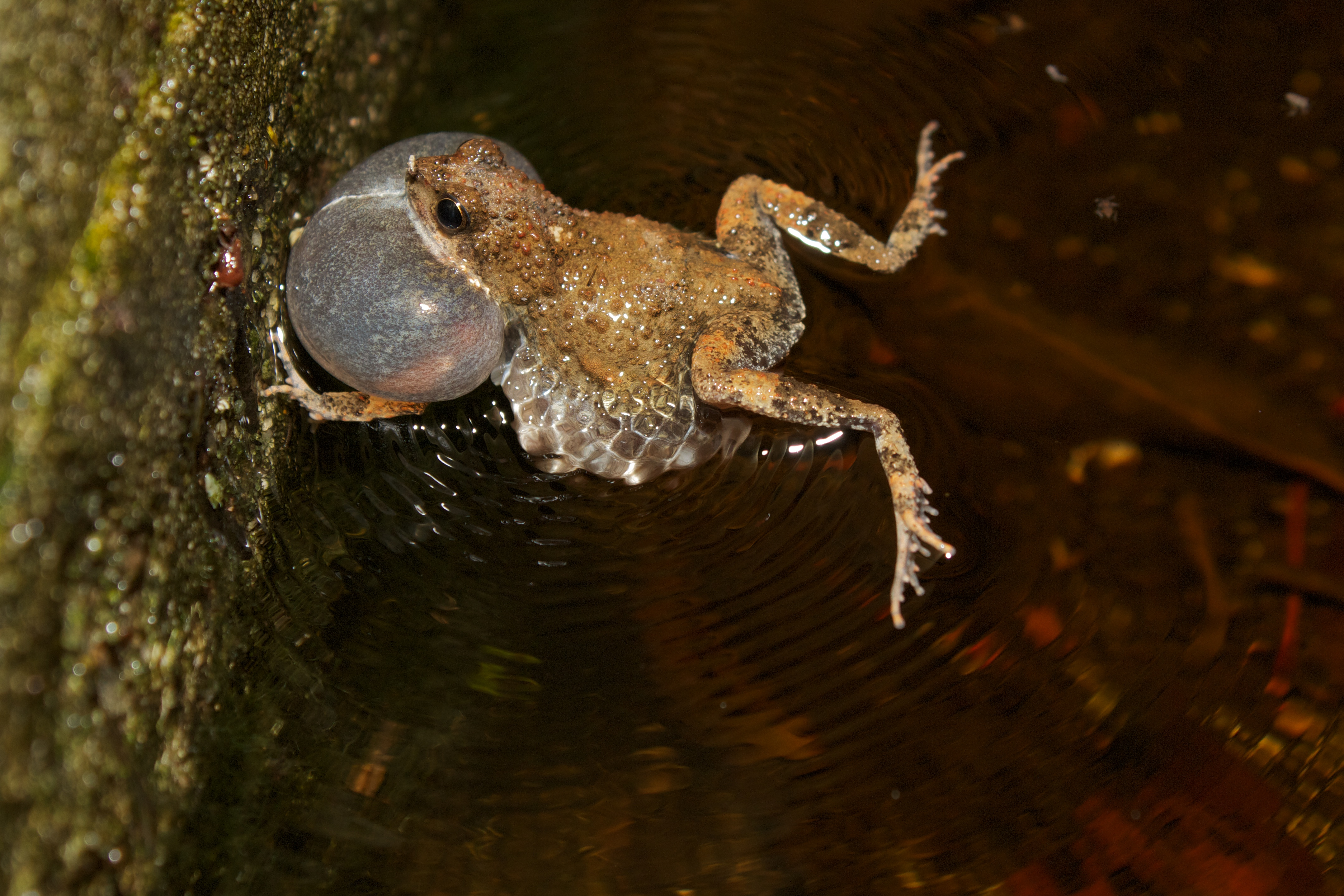
Samiec Engystomops pustulosus wabi samicę rechotem. Samice reagują na ogdłos samców własnego gatunku w większym stopniu, niż na rechot obcego gatunku

Przykładem takiego sygnału jest na przykład specyficzna pieśń godowa. Przykładowo istnieją trzy gatunki pluskwiaków z rodzaju Chrysoperla: Chrysoperla adamsi, Chrysoperla johnsoni i Chrysoperla plorabunda. Pod względem wyglądu nie da się ich rozróżnić. Jednakże w czasie godów samce wydają za pomocą odwłoka wibrujące dźwięki. Samica, rozpoznając pieśń samca własnego gatunku, przystępuje do duetu. Pozostaje zaś obojętna na wabienie przez innego jej samca, obcą pieśnią. Jeśli nie przystąpi ona do duetu, nie dojdzie do kopulacji. Jako że odpowiada ona głównie na pieśni samców swego własnego gatunku, kopuluje głównie z nimi. Podobne zjawisko występuje u płazów. Samce wabią samice swym głosem. W badaniach Engystomops pustulosus wykazano, że samice preferują głos samca tego samego gatunku bądź jeszcze bardziej głos tegoż samca nieco zmodyfikowany, głos samca innego gatunku zazwyczaj zaś nie wywołuje efektu.
Inny przykład stanowi wabienie samicy specyficznymi feromonami. Metody takie stosują nie tylko owady, ale też ssaki. Z kolei specyficzne dla gatunku sygnały wzrokowe obserwowano u ptaków, ryb, skakunów. W przypadku ptaków chodzi często o jaskrawe upierzenie czy inne ozdoby samców, np. kształt ogona. W efekcie gatunek obejmuje jaskrawe, wyraźnie różniące się od swych krewnych samce i bardziej szare, przypominające osobniki innych gatunków samice.
Mechanizmy takie powstały prawdopodobnie na skutek doboru płciowego. Dobór ten jest często uważany za główną siłę napędową specjacji. Wydaje się jednak, że zachodzi w połączeniu z czynnikami ekologicznymi, zwłaszcza dotyczącymi niszy ekologicznej.
O ile rozpoznawaniu się osobników w obrębie gatunku przypisuje się kluczowe znaczenie w utrzymaniu gatunku, to jednak pojęcie to wywołuje pewne problemy.